# Siraj Al-Tall
Siraj Al-Tall (en árabe: سراج احمد يوسف صالح التل‎; Dubái, Emiratos Árabes Unidos; 8 de enero de 1982) es un exfutbolistas de Jordania nacido en los Emiratos Árabes Unidos que jugaba en la posición de delantero.

## Carrera

### Club
| Periodo   | Club                         |
| --------- | ---------------------------- |
| 1998–2008 | Al-Faisaly Amman             |
| 2008      | → Sydney Olympic FC (cedido) |
| 2009-2010 | Pelita Jaya                  |

### Selección nacional
Jugó para Jordania en 13 ocasiones de 2004 a 2007 y anotó un gol; el cual fue en la victoria por 2-0 ante Baréin en un partido amistoso el 2 de septiembre de 2006 en Manama. Participó en la Copa Asiática 2004.

## Logros
- Liga Premier de Jordania (4): 2000, 2001, 2002-2003, 2003-2004
- Copa de Jordania (5): 2001, 2002-2003, 2003-2004, 2004-2005, 2007-2008
- Supercopa de Jordania (3): 2002, 2004, 2006
- Copa FA Shield de Jordania (2): 2000-01, 2007-08
- Copa AFC (2): 2005, 2006